# Pentanymphon minutum
Pentanymphon minutum är en havsspindelart som beskrevs av Gordon, I. 1944. Pentanymphon minutum ingår i släktet Pentanymphon och familjen Nymphonidae. Inga underarter finns listade i Catalogue of Life.